# Весёлый (Мерчанское сельское поселение)
Весёлый — хутор в Крымском районе Краснодарского края России.
Входит в состав Мерчанского сельского поселения.

## География

### Улицы
- ул. Мичурина,
- ул. Пушкина.

## История
Мерчанское — греческое село, подаренное грекам при Екатерине II.

## Население
| 1999 | 2002 | 2010 |
| ---- | ---- | ---- |
| 462  | ↘430 | ↘397 |